# Polen van A tot Z

Locatie van Polen

## 1
Poolse 1e Onafhankelijke Parachutistenbrigade -
Poolse 1e Pantserdivisie

## A
Józef Adamek -
Spirydion Albański -
Henryk Alszer -
Poolse Amerikanen -
Teodor Anioła -
Jarosław Araszkiewicz -
Armia Krajowa - 
Achter-Pommeren - 
Auschwitz -
Auschwitz (concentratiekamp)

## B
Marek Bajor -
Jacek Bąk -
Baltische Zee -
Henryk Bałuszyński -
Krzysztof Baran -
Katarzyna Baranowska -
Bar mleczny -
Dariusz Baranowski - 
Barszcz -
Mateusz Bartczak -
Marcin Baszczyński -
Mieczysław Batsch -
Agnieszka Bednarek - 
Filip Bednarek -
Beleg van Wenen (1683) -
Behemoth (band) -
Beskiden -
Sebastian Białecki -
Bialowieza (dorp) -
Bialowieza bos -
Biebrza -
Bielsko-Biała -
Bier in Polen -
Bigos -
Biuro Szyfrów -
Jakub Błaszczykowski -
Bochnia-zoutmijn -
Krzysztof Bociek -
Łukasz Bodnar - 
Maciej Bodnar - 
Jacek Bodyk - 
Bolesław I van Polen -
Henryk Bolesta -
Bombe - 
Zbigniew Boniek -
Marcin Borski - 
Artur Boruc -
Bartosz Bosacki -
Paweł Brożek -
Piotr Brożek -
Tomasz Brożyna - 
Jan Brzechwa - 
Jerzy Brzęczek -
Antoni Brzeżańczyk -
Jan Brzeźny
Marcin Budziński -
Krzysztof Bukalski -
Jerzy Bułanow -
Andrzej Buncol

## C
Tomasz Cebula -
Frédéric Chopin -
Gerard Cieślik -
Stanisław Cikowski -
Włodzimierz Ciołek -
Wiesław Cisek -
Marek Citko -
Nicolaas Copernicus -
Poolse Corridor -
Marie Curie -
Wawrzyniec Cyl -
Józef Cyrankiewicz -
Piotr Czachowski -
Czestochowa -
Cieplice Śląskie-Zdrój

## D
Poolse dagbladen -
Danzig -
Kazimierz Deyna - 
Jerzy Dudek - 
Dariusz Dudka - 
Dariusz Dziekanowski - 
Marek Dziuba - 
Tomasz Dziubiński -

## E
Elbląg (stad)

## F
Vincent Fajks -
Aleksander Ford - 
Tomasz Frankowski - 
Frombork -
Fürst-Pückler-Park Bad Muskau (Park Mużakowski)

## G
Gadu-Gadu -
Gaude Mater Polonia -
Galicië -
Marek Galiński - 
Gdańsk -
Gdynia -
Marcin Gębka - 
Geschiedenis van Polen -
Geschiedenis van Warschau -
Giewont -
Paweł Gil -
Grzegorz Gilewski - 
Józef Glemp - 
Kamil Glik - 
Gorce Nationaal Park -
Henryk Górecki -
Witold Gombrowicz -
Agnieszka Grochowska -
Kamil Grosicki - 
Sylwia Grzeszczak

## H
Hejnał - 
Gustaw Herling-Grudziński - 
Agnieszka Holland

## I
Ich Troje - ISO 3166-2:PL - Igloopol Dębica

## J
Jagiellonische Universiteit -
Wojciech Jaruzelski -
Otylia Jędrzejczak -
Johannes Paulus II -
Juwenalia

## K
Karkonosze Park Narodowy -
Jacek Kaczmarski - 
Jarosław Kaczyński -
Lech Kaczyński -
Ryszard Kapuściński -
Karpaten -
Kasjoeben -
Kasjoebische taal -
Krzysztof Kciuk - 
Vincent van Kielcza -
Wojciech Kilar -
Bartosz Kizierowski - 
Mateusz Klich - 
Mikołaj Kopernik -
Paweł Korzeniowski -
Tadeusz Kościuszko -
Robert Korzeniowski -
Dawid Kownacki - 
Kraanpoort -
Kraków -
Krakowiak -
Artur Krasiński - 
Poolse kunstschilders -
Aleksander Kwaśniewski

## L
Langstraat (Gdańsk) -
Waldemar Legień - 
Stanisław Lem -
Lemken -
Tamara de Lempicka -
Lijst van Poolse dagbladen -
Lijst van Poolse kunstschilders -
Lijst van Poolse nationale parken -
Lijst van Poolse schrijvers -
Lijst van Poolse snelwegen -
Litouws-Pools-Oekraïense Brigade -
Łódź -
Lubelskie (provincie) -
Lwów

## M
Stanisław Maczek -
Szymon Marciniak -
Majaland Kownaty -
Slot Mariënburg - 
Adam Matysek - 
Tadeusz Mazowiecki -
Mazurek Dabrowskiego -
Adam Mickiewicz -
Jacek Mickiewicz - 
Adrian Mierzejewski - 
Mieszko I -
Czeslaw Milosz -
Monumenten op de Werelderfgoedlijst -
Fürst-Pückler-Park Bad Muskau (Park Mużakowski) -
Muziek -
Mythologie Slavische

## N
Poolse nationale parken -
Adam Nawałka - 
Andrzej Niedzielan - 
Nikifor - 
Krzysztof Nowak - 
Piotr Nowak

## O
Oberek -
Ober-Ost -
Krystian Ochman -
Wiesław Ochman - 
Oder -
Oderhaf -
Oder-Neissegrens -
Józef Oleksy - 
Arkadiusz Onyszko - 
Oostblok -
Oost-Pruisen -
Oostzee -
Opole -
Opstand in het getto van Warschau -
Opstand van Warschau -
Oranje Alternatief -
Ostrubel -
Oświęcim (Auschwitz) -

## P
Palmboom van Warschau -
Stowarzyszenie PAX (Pax-groep) -
Zbigniew Piątek - 
Małgorzata Pieczyńska - 
Pierogi -
Witold Pilecki -
Józef Piłsudski -
Płońsk -
Pieniny Nationaal park -
Podhale -
Roman Polanski -
Polen -
Polen (volk) -
Polen tijdens de Tweede Wereldoorlog -
Polen-Litouwen -
POLIN, Museum voor de Geschiedenis van de Poolse Joden -
Paweł Poljański - 
Polonez -
Pommeren -
Pommerellen -
Poolse delingen -
Poolse mark -
Poolse nationale parken -
Poolse taal -
Poznań -

## R
Paweł Raczkowski - 
Arkadiusz Radomski - 
Robert Radosz - 
Miroslav Radović - 
Radziwiłł-archief en collectie van de bibliotheek van Njasvizj -
Grzegorz Rasiak - 
Krzysztof Ratajski -
Republiek Polen -
Marian Rejewski -
Republiek Kraków -
Henryk Reyman - 
Reuzengebergte -
Marcin Robak - 
Roethenen -
Radosław Romanik - 
Andrzej Rudy - 
Maciej Rybus - 
Markus Rychlik - 
Rysy - 
Tomasz Rząsa - 
Marek Rzepka

## S
Irena Santor -
Poolse schrijvers -
Bruno Schulz -
Sejm -
Sejny -
Henryk Sienkiewicz -
Silezië -
Józef Skrzek -
Slag bij Mojesz -
Slag bij Tannenberg (of Grunwald) -
Sniardwymeer -
Solidarność -
Władysław Stachurski - 
Blanka Stajkow - 
Standbeeld van de hond Dżok -
Stanislaw Sosabowski -
Kazimierz Stafiej - 
Stargard Szczecinski -
Świnoujście -
Radosław Szagański -
Wacław z Szamotuł -
Alina Szapocznikow -
Szczecin -
Piotr Szulkin - 
Wisława Szymborska

## T
Tatra -
Toruń (stad) -
Tyskie (bier)

## U
Universiteit van Warschau -
Uznam - Uzdrowisko Cieplice (kuuroord)

## V
Vereniging van Strijders voor Vrijheid en Democratie

## W
Wacław z Szamotuł -
Andrzej Wajda -
Lech Wałęsa -
Warschau -
Warschau's geschiedenis -
Krzysztof Warzycha - 
Marcin Wasilewski - 
Wawel -
Zofia Wichłacz -
Wijnbouw in Polen -
Wislahaf -
Wisła Kraków -
Wisła (rivier) -
Wisła (stad) -
Wodka -
Woiwode -
Woiwodschap -
Dariusz Wojciechowski - 
Ryszard Wójcik -
Artur Wojdat -
Wojtyła -
Wolin -
Wrocław -
Arkadiusz Wrzosek

## Z
Zabrze -
Mateusz Zachara - 
Tomasz Zahorski - 
Marcin Zając - 
Cezary Zamana - 
Lejzer Zamenhof -
Oskar Zawada - 
Jerzy Zawieyski -
Zakopane -
ZBoWID -
Tomasz Zdebel - 
Marcin Żewłakow - 
Michał Żewłakow - 
Zgorzelec -
Mikołaj Zieleński -
Piotr Zieliński - 
Zygmunt Ziober -
złoty -
Znak -
Żołądkowa gorzka -
Władysław Żmuda - 
Grzegorz Żołędziowski - 
Maciej Żurawski - 
Henryk Zygalski -
Żywiec (biermerk)